# Little Crosby
Little Crosby – wieś w Anglii, w hrabstwie ceremonialnym Merseyside, w dystrykcie metropolitalnym Sefton. Leży 13 km na północ od centrum Liverpool i 297 km na północny zachód od Londynu.